# Zvorniki mészárlás

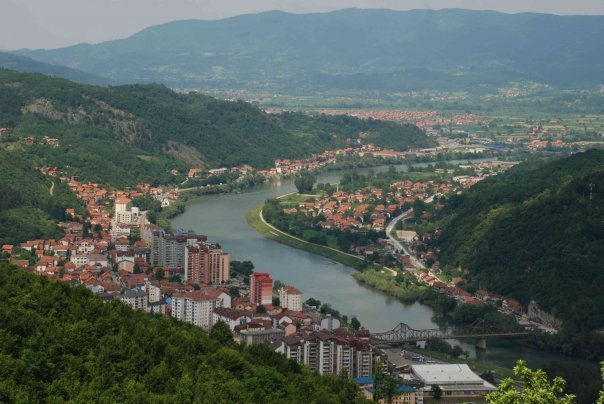
Zvornik látképe a Drina-folyóval

A zvorniki mészárlás, a bosnyákok és más nem szerb civilek ellen a kelet-boszniai Zvornikban elkövetett tömeggyilkosságok és erőszakos cselekmények voltak, amelyeket szerb félkatonai csoportok (Arkan Tigrisei, a Területivédelmi egységek, a Fehér Sasok és a Sárgadarazsak) követtek el a boszniai háború kezdeti időszakában, 1992-ben. A zvorniki mészárlás a boszniai háborúban zajló széleskörű etnikai tisztogatás része volt, amely során Zvornikból és körzetéből a becslések szerint 40 000 bosnyákot űztek ki.
Ez volt a második város Bosznia-Hercegovinában, amelyet a boszniai háború során a szerb erők erőszakkal elfoglaltak. A szarajevói Kutatási és Dokumentációs Központ adatai szerint 1992 és 1995 között összesen 3936 ember halt meg vagy tűnt el Zvornik településen (ebből 2017 bosnyák civil volt). Az ENSZ volt Jugoszláviával foglalkozó Nemzetközi Büntetőtörvényszéke (ICTY) öt szerb tisztviselőt ítélt el, akiket üldözésben, erőszakos átszállításban és/vagy kitoloncolásban, gyilkosságban, törvénytelen fogva tartásban, kínzásban (emberiség elleni bűncselekmények) és szándékos pusztításban, rablásban (hadijog megsértése) találtak bűnösnek.

## Előzmények
Az 1991-es népszámlálási adatok szerint a zvorniki járás lakossága 81 111 fő volt: ebből 48 208 (59,4%) bosnyák és 30 839 (38%) szerb nemzetiségű. Zvornik városában összesen 14 600-an éltek, közülük 8942-en (61,0%) bosnyákok, 4281-en (29,2%) szerb nemzetiségűek, 74-en (0,5%) horvát nemzetiségűek, és 1363-an (9,3%) „mások”.
A boszniai-szerb határ, a Drina folyó mellett határvárosként fekvő Zvornik stratégiai jelentőséggel bírt. Ez azért fontos, mert Bosznia-Hercegovinát és Szerbiát ezen a ponton nemcsak a Zvornik város területe és a karakaji ipari övezet közötti közúti híd, valamint egy másik zvorniki híd, hanem egy Karakaj és Čelopek városa közötti vasúti híd is összekötötte, mely fontos kapcsolatot jelentett a Belgrád-Szarajevó, valamint a Belgrád-Tuzla vasútvonalon.
A zvorniki körzetben az egykori JNA-nak hivatalosan nem volt helyőrsége. Magát a zvorniki régiót a 17. Tuzlai hadtest ellenőrizte. 1991 őszéig a 17. hadtest 3 dandárból és egy partizándandárból állt, és Belgrád első katonai körzetéhez tartozott. A JNA 1992 tavaszi újjászervezése után formálisan a szarajevói második katonai körzet parancsnoksága alá tartozott, de ténylegesen valószínűleg továbbra is az első katonai körzet irányította.
1991-92-re Zvornik közelében (nyilván az elhagyott horvátországi Jasztrebarszka helyőrségéből érkezett) harckocsiegységek állomásoztak. 1992 februárjára vagy márciusára (a függetlenségi népszavazás idején) a korábbi JNA-harckocsiegységek mellett már további tüzérségi és légvédelmi egységek is állomásoztak a zvorniki régióban. Kezdetben a tankok még a JNA emblémáját viselték és csak később váltották fel őket a szerb zászlóval és a szerb címeres emblémával. A Drina folyó partjának szerb oldalán is különböző harckocsiállásokat lehetett azonosítani. Ott is további erőket, köztük tüzérséget, légvédelmi egységeket és tankokat helyeztek el.

## A Zvornik elleni támadás

### Előkészületek
A Zvornik elleni támadás, alig néhány nappal Bijeljina szerbek általi elfoglalása után 1992. április 8-án kezdődött. A szemtanúk beszámolója szerint a következő helyőrségek egykori JNA csapatai vettek részt a támadásban:A tuzlai helyőrségből a Zvornikban állomásozó harckocsik, melyek egy része azon egységek része volt, amelyeket Jastrebarszkából Tuzlába vezényeltek át. A bijeljinai helyőrségből az egykori JNA gyalogos hadosztályainak bijeljinai tartalékos egységei.
A résztvevő repülőgépek és helikopterek állítólag Tuzlából származtak. A támadás előtt az újvidéki, szabácsi, szávaszentdemeteri és valjevói egységek részben a Drina folyó partjának szerbiai, részben pedig a boszniai oldalán állomásoztak. Részt vettek továbbá a szerb területről érkező egységek is a Zvornik elleni támadásban. A gyalogsági egységek nemcsak a volt JNA „rendes tagjaiból” és a mozgósított tartalékerőkből, hanem „önkéntesekből” is álltak. Fegyverzetük a kalasnyikovok mellett géppuskákból, kézi gránátvetőkből és késekből állt. A levegőből MiG–21-es vadászgépek, gépágyúval felszerelt J–21 Jastreb könnyű repülőgépek, valamint MT–6-os és MT–8-as harci helikopterek támogatták őket.

### A támadás
A támadás április 8-án reggel a Bukovik és Meterize városrészekre, valamint a Debelo Brdo-hegyen lévő bosnyákok által birtokolt védelmi állásokra zúdított, a karakaji tüzérségi állásokból, a Meterize előtti boszniai oldalról, valamint a Drina (Mali Zvornik) szerb oldaláról érkező aknavetős tüzeléssel kezdődött. Az első lövések Meterize külvárosában dördültek el. Ezt a támadást főként a JNA tüzérsége és harckocsik hajtották végre. Arról is érkeznek jelentések, hogy Mali Zvornikból a folyó szemközti partjánról Arkan mesterlövészei és olyan mesterlövészek is lőttek, akik a zvorniki magas épületeken levő állásaikból céloztak a lakosokra. A Debelo Brdon levő bosnyák állások is ugyanezen a napon kerültek szerb kézre.
Az éjszaka folyamán heves ágyúzások zajlottak a városban. A város tényleges elfoglalása csak másnap, április 9-én kezdődött. Reggel ismét tárgyalások folytak Arkannal, ami a város és a fegyverek reggel 8 órára történő átadására vonatkozó ultimátummal zárult. Reggel 8 órakor ismét tüzérségi tüzelés kezdődött, majd megindult a gyalogsági támadás a város elfoglalására. A város bevételében Arkan Tigrisei vezető szerepet vállaltak, akik észak felől a Bukovik és Meterize városrészeken keresztül törtek előre a városközpont felé. Emellett szerb önkéntesekkel együttműködve (Fehér Sasok) a JNA gyalogos egységei vettek részt a város elfoglalásában, akik egy második hullámban, elsősorban nyugat felől közelítették meg a várost. Azt jelentették, hogy a legelső napon, valamint a következő hetekben véletlenszerű kivégzések, nemi erőszakok és mészárlások történtek. Ezekben a Fehér Sasok és az úgynevezett „területvédelem” egységei is részt vettek. Április 10-én és 11-én Zvornikot elfogták. A Zvorniktól délre fekvő Kulagrad erőd és a Zvornikkal délen határos Divić városa azonban még bosnyák kézen volt.

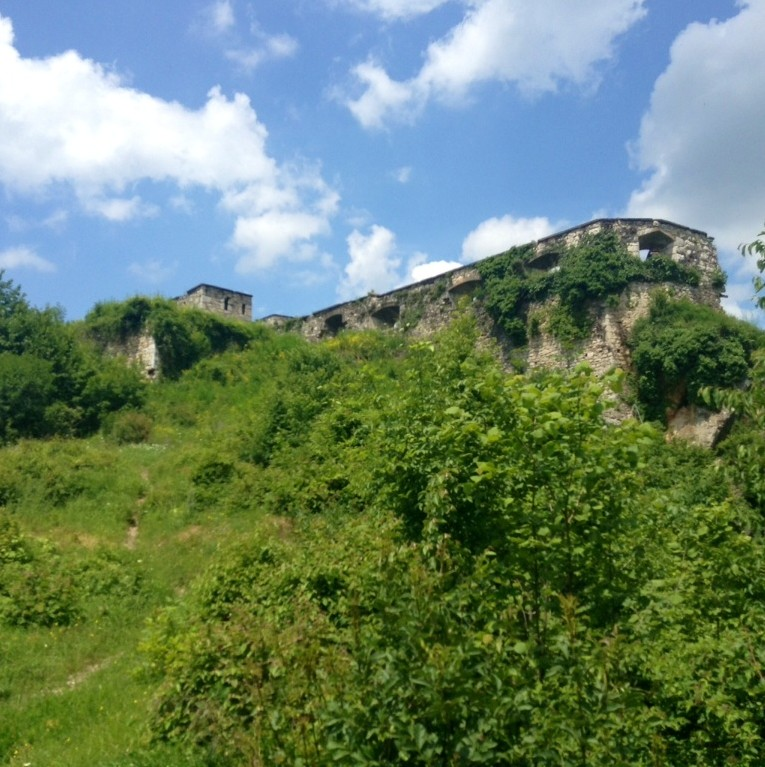
Kulagrad középkori erődje, a zvorniki bosnyák védelem utolsó sasfészke

A Zvornik elleni katonai támadás 1992. április 8. és 11. között történt, de később is sor került szórványos hadműveletekre, amelyekben a volt JNA egységei együttműködtek a félkatonai egységekkel. Ezek a hadműveletek főként a Zvorniktól délnyugatra fekvő Kulagrad középkori erődítményére összpontosultak, ahol mintegy tucatnyi ellenálló bosnyák harcos tartotta magát. Kulagrad ellen április 9-én tüzérségi támadások indultak, mivel a támadó egységek itt nagyobb bosnyák ellenállásra számítottak. A szerb média már a támadás előtt arról számolt be, hogy „több ezer bosnyák szélsőséges” bujkál Kulagradban. Valójában valószínűleg nem volt több, mint néhány tucat felfegyverzett bosnyák egy volt JNA-tiszt parancsnoksága alatt, aki spontán módon, könnyű felszereléssel (kézifegyverekkel) ellenállási mozgalmat szervezett. Április 11-től szinte naponta kísérelték meg a különböző félkatonai egységek kis harci csoportjai az erőd elfoglalását. Ezek a próbálkozások azonban kudarcot vallottak, annak ellenére, hogy Kulagradot folyamatosan aknavetők, légelhárító ágyúk és harckocsik lőtték. A kudarc oka a támadások koordinációjának nyilvánvaló hiánya, valamint az érintett gyalogsági egységek kiképzésének hiányossága lehetett. Április 26-án azonban a volt JNA csapatok, légi támogatással és félkatonai egységek összehangolt támadásával ezt az erődöt is elfoglalták. Közvetlenül Kulagrad eleste után a Zvorniktól délre fekvő Divić városát is megtámadták. A vizierőmű mellett található Divićet szinte kizárólag bosnyákok lakták. A város elleni támadást mind szerb oldalról, mind boszniai területről, harckocsizó, tüzérségi és gyalogsági, valamint hordozható aknavetőkkel felszerelt egységekkel hajtották végre. A JNA egységek és a félkatonai alakulatok együttműködtek.

## Következmények

### A lakosság terrorizásása
Április 10-e vagy 11-e körül a Zvornik Rádió, a határidő meghosszabbításával együtt, sugározta az „általános munkavégzési kötelezettség bevezetéséről szóló rendeletet”. Erre a felhívásra azonban a lakosság nem reagált, mivel még mindig számos félkatonai csapat volt a városban, akik fosztogatták és terrorizálták a helyieket. Ezért a felhívást néhány nappal később (körülbelül április 15-én vagy 16-án) ismét sugározták. A felhívásokra adott általános válasz azonban meglehetősen gyenge volt. Azoknak a tapasztalatai, akik követték a felhívást, hogy térjenek vissza a munkahelyre, azt mutatták, hogy ennek, és az azt követő többi felhívásnak a valódi célja a bosnyák férfi lakosság megfigyelése volt.
Közvetlenül a város elfoglalása után éjszakai kijárási tilalmat vezettek be, amely az „etnikai tisztogatás” befejezéséig volt érvényben. Napközben a férfiak csak a zvorniki szerb rendőrség által kiállított engedéllyel mozoghattak. Sok férfit, akik Karakajba (vagy később a zvorniki rendőrségre) mentek „engedélyt” kérni, váratlanul a karakaji ipari negyed egyik táborába hurcoltak. Míg a táborban voltak, a szerbek súlyos kínzásnak vetették alá őket és többeket meg is gyilkoltak. A gyilkosok különösen a félkatonai csapatok tagjainak soraiból kerültek ki, akiknek szállása részben ugyanabban az épületben volt, mint ahol a foglyokat fogva tartották. A férfiak közül ezért sokan nem merték maguk átvenni az engedélyeket, hanem a házakban bujkáltak. Azonban még az engedéllyel rendelkező személyek sem voltak biztonságban a városban található számos félkatonai egység véletlenszerű agresszióitól. Egyes szemtanúk arról számoltak be, hogy egy félkatonai csoport tagjai azonnal a rendőrőrsről való távozásuk után elvették vagy darabokra tépték igazolványukat. Néhányukat megtámadtak és táborokba deportáltak.
A megszállás kezdetétől a bosnyákoknak (kivéve a nélkülözhetetlennek ítélt személyeket, például a kórházi személyzetet, akiket május végéig nem engedtek ki) megtiltották a munkavégzést,. A mindennapi életet az uralta, hogy a martalóc, félkatonai csapatok, akiket semmilyen hatóság nem ellenőrzött, terrorizálták Zvornik bosnyák lakosságát.

### Kiutasítás és szervezett deportálás
A bosnyák lakosság terrorcselekményekkel történő üldözése után a következő lépés a lakosság adminisztratív intézkedésekkel való teljes kitelepítésének előkészítése volt. Az első lépés a felhívásokhoz való visszatérés volt. A minden lakosra, így a szerb lakosságra is kötelező ingatlan-nyilvántartás mindenekelőtt a férfi bosnyák lakosság nyilvántartását szolgálta. Emiatt csak férfiak voltak jogosultak a bejegyzésre, amelyet a szerb önkormányzat vagy a szerb polgárőrség előtt kellett megtenni, még akkor is, ha eredetileg a feleség nevére volt bejegyezve egy ingatlan. Ezek a regisztrációk, nyilvánvalóan az előre összeállított listák alapján, letartóztatásokhoz és táborokba deportálásokhoz vezettek.
Létrehoztak egy „házcsere-ügynökséget”, amelynek a bosnyák lakosok átadták házaikat. Cserébe a bosnyákoknak a boszniai szerbekhez tartozó (pl. a tuzlai régióban, akik állítólag szintén az ügynökséghez rendelték otthonaikat) régiókban ígértek házakat. Annak érdekében, hogy vonzóbbá tegyék ezt a látszólagos házcsere ajánlatot, a szerb rádiók adásokat sugároztak a prominens bosnyák lakosok sikeres lakáscseréjéről. Ezekről a cserékről sok esetben kiderült, hogy meghamisították, vagy kényszerrel hajtották végre őket.
A városból való távozás csak azzal a feltétellel volt lehetséges, ha az ingatlanról lemondtak. Ezeket az átadásokat a rendőrséggel és a félkatonai egységekkel, együttműködve hajtották végre. A város elhagyásakor a következő dokumentumokat kellett bemutatni:
- személyi igazolvány, amelybe a hatóság beírta a lakcímváltozás bejelentésének dátumát.

- olyan engedély, amely biztosította birtokosa számára a szabad mozgást Zvornik szerb körzetének területén és a bejutást Jugoszlávia területére.

- a „címváltozást” igazoló okirat

## A jogi felelősségrevonás

### ICTY
Az ENSZ volt Jugoszláviával foglalkozó Nemzetközi Büntetőtörvényszéke (ICTY) Zvornik elfogása után elkövetett bűncselekmények miatt több vádat emelt. Ítéleteiben a szerb tisztviselőket bűnösnek találta üldözésben, erőszakos átszállításban és/vagy kitoloncolásban, gyilkosságban, jogellenes fogva tartásban, kínzásban (emberiség elleni bűncselekmények) és szándékos pusztításban, rablásban (hadijog megsértése). A következő ítéletek születtek:
- Radovan Karadžićot, a Boszniai Szerb Köztársaság korábbi elnöke, életfogytiglani börtönbüntetés.[8]
- Mićo Stanišić, bosznia-hercegovinai szerb belügyminiszter, 22 év börtönbüntetés.[9]
- Stojan Župljanin, Banja Luka Regionális Biztonsági Szolgálati Központjának vezetője; a Krajina Autonóm Régió (ARK) válságstábjának tagja, 22 év börtönbüntetés.[9]
- Momčilo Krajišnik 20 év börtönbüntetés.[10]
- Biljana Plavšić 11 év börtönbüntetés.[11]
- Vojislav Šešelj ellen vádat emeltek,[12] de végül felmentették.

Az ICTY megállapította, hogy 1992-ben Zvornikban legalább 491 embert öltek meg: 85 személyt 1992. május 30-án a Drinjača iskolában; 352 főt 1992 júniusában a gerói vágóhídon és a Karakaji Műszaki Iskolában; 1992 júniusában 20t fő a Karakaji Technikumban; és 34 férfit a Čelopek Domnál 1992 júniusában. Továbbá arra a következtetésre jutott:
|  | „ A kamara megállapította, hogy Banja Luka, Bijeljina, Bileća, Bosanski Šamac, Brčko, Doboj, Donji Vakuf, Gacko, Ilijaš, Ključ, Kotor Varoš, Pale, Prijedor, Sanski Most, Teslić, Vlasenica, Višegrad, Vogošća és Zvornik településeket, az A és B változat utasításaival összhangban az RS MUP és más szerb erők közös fellépése révén, olykor a város főbb pontjait a rendőri erők ellenséges megszállásával 1992 áprilisa és júniusa között vették birtokba. Ezt követte a muszlimok, horvátok és más nem szerbek tömeges elvándorlása otthonaikból, közösségeikből, falvaikból és városaikból, amelyet olyan erőszakos eszközök váltottak ki, mint a helyi SJB-knél, valamint a helyi iskolákból, tornatermekből, mozitermekből, kultúrházakból és gyárakból létesített, improvizált táborokban és központokban való törvénytelen fogvatartás, illetve a szerb erők – köztük az RS MUP tagjainak – kemény, élhetetlen körülmények és diszkriminatív intézkedései és előírása révén, amelyek a nem szerb lakosság önkéntelen távozásához vezettek.” |
|  | |

### Helyi bíróságok ítéletei
Vojin Vučkovićot, az ún. Sárgadarazsak parancsnokát és testvérét, Duškot 1996-ban ítélték el, amiért 1992-ben 17 civilt Čelopekben, Zvornik külvárosában meggyilkoltak.
2005. november 28-án a belgrádi Háborús Bűnök Kamara megkezdte az ún. „Zvornik-csoport” (Branko Grujić, Branko Popović, Dragan Slavković, Ivan Korać, Siniša Filipović, Dragutin Dragićević és Duško Vučković) perét. Legalább 22 bosnyák meggyilkolásával és 1822 bosnyák erőszakos deportálásával vádolták őket.
2010. január 4-én letartóztatták Darko Jankovićot, akit Čelopekben legalább 19 bosnyák meggyilkolásával gyanúsítanak.
2010 júniusában a belgrádi bíróság ítéletet hozott, és három embert elítélt Zvornikban elkövetett háborús bűnökért. Dragan Slavkovićot 12 év, Ivan Koraćot 9 év, Siniša Filipovićot pedig három év börtönbüntetésre ítélték. A negyedik gyanúsítottat, Dragutin Dragičevićet minden vádpont alól felmentették. A három elítélt állítólag 162 illegálisan elfogott bosnyák civil közül legalább 19-et kínzott meg, illetve ölt meg Divičben a čelopeki kultúrházban.
A tárgyalás során a B-24-es szemtanú, egy rendőrtiszt és a zvorniki válságstáb tagja elmesélte, hogy 1992 áprilisában egy „Marko Pavlovic” álnéven Zvornikban dolgozó személy telefonált a JNA tisztjeinek, hogy a 24–48 órán belül küldjenek fegyver- és lőszerszállítmányokat Zvornik „védelmére”.
Az ICTY Zvornik ügyében a következő megállapításokat tette:
|  | „ Zvornik bosnyák többségű település volt. A szerb válságstáb 1992. április elején mozgósította a Területvédelem szerb tagjait. Félkatonai erők, köztük Arkan emberei, Šešelj emberei, Sárgadarazsak és Vörössapkás csapatok kezdtek érkezni a településre. Branko Grujić, a válságstáb elnöke hívta oda őket. A községben a rendőrség etnikai hovatartozás szerint megosztott volt. A zvorniki rendőrség szerb tagjai Karakajba települtek át, ahol a szerb válságstáb tartózkodott. A szerb rendőrség és a félkatonai erők barikádokat emeltek az egész településen. A szerb erők, köztük a rendőrség, a területi védelem, a jugoszláv néphadsereg és félkatonai csoportok tagjai fegyveres támadást indítottak Zvornik városa ellen. A szerb polgári lakosság a támadás előtt elhagyta a várost. Zvornik városát egy napon belül elfoglalták a szerb erők. A város fő mecsetjének tetejére kitűzték a szerb zászlót. A támadás során sok civil meghalt, sokan pedig félelmükben elmenekültek. A támadást követően Arkan emberei kifosztották az otthonokat, és több tucat holttestet, köztük gyermekek, nők és idősek holttestét rakták teherautókra. Újabb holttestek hevertek az utcákon.” |
|  | |

2010. október 1-jén Mićo Stanišić és Stojan Župljanin perében, akiket Bosznia-Hercegovina 20 településén, köztük Zvornikban 1992. április 1. és december 31. közötti bűncselekmények elkövetésével vádoltak, a Szerb Demokrata Párt (SDS) korábbi tagja azt vallotta, hogy a magas rangú boszniai szerb tisztviselőket tájékoztatták a Zvornikban elkövetett atrocitásokról.
2010. november 22-én Branko Grujić önkormányzati tisztviselőt és Branko Popović egykori területvédelmi parancsnokot 6, illetve 15 évre ítélték az ún.  „Zvornik csoportban” játszott szerepük miatt, amely „körülbelül 700 embert börtönzött be, velük embertelenül bánt és többeket megölt. Az ítélet megállapította, hogy több mint 1600 civil kényszerült elhagyni Zvornik területét. A háború óta 352 áldozat holttestét találták meg és azonosították. A háborús bűnökkel foglalkozó ügyészség bejelentette, hogy fellebbezni fog az ítéletek ellen, és kijelentette, hogy az ítéletek „a vádlottak felelősségére, az áldozatok számára, a bűncselekmények tömeges és brutális jellegére való tekintettel nem megfelelőek”.

## Fordítás
Ez a szócikk részben vagy egészben  a    Zvornik massacre  című angol Wikipédia-szócikk ezen változatának fordításán alapul.  Az eredeti cikk szerkesztőit annak laptörténete sorolja fel. Ez a jelzés csupán a megfogalmazás eredetét és a szerzői jogokat jelzi, nem szolgál a cikkben szereplő információk forrásmegjelöléseként.